# GTS-21
GTS-21 (DMXB-A) je lek koji deluje kao parcijalni agonist na neuronskim nikotinskim acetilholinskim receptorima. On se vezuje za α4β2 i α7 receptore, ali znatno aktivira samo α7.
GTS-21 i njegov demetilisani aktivni metabolit 4-OH-GTS-21 manifestuju nootropne i neuroprotektivne efekte, i GTS-21 se ispituje za moguću primenu u tretmanu Alchajmerove bolesti, nikotinske zavisnosti, kao i šizofrenije.